# Halopteris peculiaris
Halopteris peculiaris is een hydroïdpoliep uit de familie Halopterididae. De poliep komt uit het geslacht Halopteris. Halopteris peculiaris werd in 1913 voor het eerst wetenschappelijk beschreven door Billard. 